# Shanghai Grand Hyatt
Shanghai Grand Hyatt er et hotel beliggende i Jin Mao Tower i Pudong i Shanghai, Kina fra den 53. til 87. etage i. Hotellet er verdens højeste hotel hvis man ser på antal meter den er over bakken. Vasketøjsskakten som går fra hotellet i toppen af tårnet og ned til kælderen er verdens længste.

## Links
- officiel hjemmeside Arkiveret 11. april 2011 hos  Wayback Machine